# 사나 (일본의 가수)
사나(본명: 미나토자키 사나, 일본어: 湊崎紗夏, 1996년 12월 29일~)는 일본의 가수이며, K-pop 걸그룹 트와이스, 미사모의 멤버이다.

## 생애
1996년 12월 29일 일본 오사카부에서 태어났다. 2009년 말에서 2012년 초까지 EXILE의 댄스 아카데미 EXPG의 오사카 지점에서 춤을 배웠다.
JYP 엔터테인먼트에 스카우트되어 대한민국으로 건너왔으며, 경쟁 오디션 방송인 SIXTEEN을 거쳐 2015년 10월 20일 걸 그룹 트와이스의 멤버로서 데뷔했다.
트와이스의 노래 《CHEER UP》에서 "친구를 만나느라 'Shy Shy Shy'(샤이 샤이 샤이)를 '샤샤샤'로 발음하면서 큰 인기를 얻었다. 이 '샤샤샤'라는 멘트는 많은 패러디를 낳았다.

## 논란

### 헤이세이 관련 사건
사나는 2019년 4월 30일에 트와이스의 공식 인스타그램 계정에서 일본이 2019년 5월 1일을 기해 헤이세이 시대를 마감하고 레이와 시대를 맞이하는 것에 대해 "헤이세이 시대에 태어난 사람으로서 헤이세이가 끝나는 것이 어딘지 모르게 쓸쓸하지만 헤이세이 수고하셨습니다! 레이와라는 새로운 시작을 위해, 헤이세이의 마지막인 오늘을 깔끔한 하루로 만들어요!"라는 소감을 올렸다.
대한민국의 일부 언론에서는 사나의 발언에 대해 일본의 새 천황 즉위에 대한 감정을 표현했다고 확대 해석하고, 이에 동조한 일부 네티즌들이 사나를 공개적으로 비난하여 논란이 되었다. 이는 일본 천황에 대한 대한민국의 관점이 일본 제국의 역사, 일제강점기에 대한 일부 한국인들의 뇌리와 연관이 있다는 해석이 제기되었다. 반면 일부 팬들은 사나가 논쟁적인 과거를 언급하지 않은 채 현재의 상황에 대한 느낌을 표현했다고 옹호했다.

## 출연 작품

### 텔레비전 프로그램
| 연도 | 방송사 | 제목                               | 역할        | 방송 기간            | 비고                        |
| ---- | ------ | ---------------------------------- | ----------- | -------------------- | --------------------------- |
| 2015 | Mnet   | SIXTEEN                            | 참가자      | 5월 5일 ~ 7월 7일    |                             |
| 2015 | MBC    | 마이 리틀 텔레비전                 | 게스트 출연 |                      |                             |
| 2016 | MBC    | 듀엣가요제                         | 게스트      | 4월 16일             |                             |
| 2016 | KBS2   | 해피투게더 3 457회                 | 게스트 출연 | 7월 14일             | '글로벌 예능꾼' 특집        |
| 2016 | KBS2   | 슈퍼맨이 돌아왔다                  | 특별출연    |                      |                             |
| 2016 | KBS2   | 대국민 토크쇼 안녕하세요 296회     | 게스트      | 10월 24일            |                             |
| 2016 | KBS2   | 트릭 앤 트루 2회                   | 게스트      | 11월 1일             |                             |
| 2016 | MBC    | 황금어장 라디오스타                | 게스트 출연 |                      |                             |
| 2016 | KBS2   | 트릭 앤 트루 5회 ~ 7회             | 게스트      | 11월 23일 ~ 12월 7일 |                             |
| 2017 | KBS2   | 해피투게더 3 498회                 | 게스트 출연 | 5월 11일             | '이 구역의 짱은 나야' 편    |
| 2017 | MBC    | 미스터리 음악쇼 복면가왕 117~118회 | 패널        | 6월 25일 ~ 7월 2일   |                             |
| 2017 | SBS    | 마스터키                           |             |                      |                             |
| 2017 | KBS2   | 뮤직뱅크 908회                     | 스페셜 MC   | 11월 24일            | 정연과 공동 진행            |
| 2017 | KBS2   | KBS 가요대축제                     | MC          | 12월 29일            | 아이린, 진, 찬열과 1부 진행 |

### 웹예능
| 연도 | 방송사 | 제목          | 역할   | 방송 기간 | 비고 |
| ---- | ------ | ------------- | ------ | --------- | ---- |
| 2023 | 유튜브 | 덱스의 냉터뷰 | 게스트 | 9월 21일  |      |
| 2025 | 유튜브 | 핑계고        | 게스트 | 7월 15일  |      |
| 2025 | 유튜브 | 감별사        | 게스트 | 7월 9일   |      |

### 뮤직비디오
- GOT7 - A (2014)
- 코부쿠로 - 졸업 (2021)

### 기타
- 사나 첫번째 화보집《Yes, I am Sana》(2021)